# Кињети
Кињети (Kinyeti) је планина и највишии врх Јужног Судана. Налази се на венцу Иматонг у јужном делу земље у близини границе са Угандом. Смештен је у вилајету Источна Екваторија и висок је 3.187 метара.